# Zahradnictví Ďáblice
Zahradnictví Ďáblice je zahradnictví v Praze 8 v katastrálním území Střížkov. Leží severně od tramvajové smyčky Sídliště Ďáblice a na své západní straně sousedí s Ďáblickým hřbitovem. Až do roku 1960 patřilo zahradnictví spolu se hřbitovem do katastru obce Ďáblice. Jeho správcem jsou Lesy hlavního města Prahy a jako okrasná školka zajišťuje materiál mimo jiné i pro stromořadí, biokoridory a další zelené plochy v Praze.

## Historie
Zásobní zahrada pro pražské parky vznikla v roce 1924 v zadní části Ďáblického hřbitova. Od roku 1935 byla v péči Sadového odboru stavebního úřadu hlavního města Prahy, který se staral o 380 ha veřejné zeleně a o které pečovalo přibližně 380 pracovníků. V té době se rozšířila o další plochy za hřbitovem do současné rozlohy 17 ha (z toho 6 ha je plocha produkční). Od roku 1976 je zde pro veřejnost otevřena prodejna.

### Josef Vik
Od 20. let 20. století v zahradnictví pracoval šlechtitel Josef Vik. Za jeho působení se zde podařilo vyšlechtit několik nových rostlin. Například v roce 1964 byl do Listiny povolených odrůd zapsán Vikem vyšlechtěný trnovník pražský (Robinia x pragense); jedná se o strom vzpřímeného růstu s bílými květy s růžovým nádechem. Vyšlechtil také kalinu pražskou (Viburnum x pragense), která je křížencem Viburnum rhytidophyllum x Viburnum utile. Tato stálezelená rostlina se v roce 2000 stala evropskou rostlinou měsíce února. V dalších letech byly v ďáblické školce vyšlechtěny například smrky Picea omorika „Alexandra“ a Picea abies „Praha“ či Thuja occidentalis „Spiralis Compacta“.

### Kbelská školka
V roce 1940 byly k ďáblické školce připojeny kbelské pozemky při bývalém zahradnictví. O ně se Praha po roce 1992 soudila s Pozemkovým soudem a jejich provoz byl asi na 8 let zastaven. Poté okrasná školka fungovala až do konce roku 2015; prodejna ukončila svůj provoz k 1. lednu 2016. V areálu vybudovaly Lesy hlavního města Prahy zázemí pro ekologickou výchovu a vzdělávání pro školy a školská zařízení – ekocentrum Prales.

## Podrobná historie (v bodech)
| Od   | Do   | Fotografie                                                     | Popis |
| ---- | ---- | -------------------------------------------------------------- | --- |
| 1911 |      |                                                                | Obec pražská zakoupila od Františka Stejskala pozemky nacházející se za tehdejší hranicí města. Pozemky byly o výměře přes 100 korců (cca 30 ha) a byly určeny pro nový Ústřední pražská hřbitov. |
| 1912 | 1914 | Kubisticky pojatý vchod na Ďáblický hřbitov                    | Probíhala výstavba Ústředního pražského hřbitova, který byl navržen v kubistickém stylu. Z plánované plochy hřbitova byla využita pouze část pozemků. |
| 1914 |      |                                                                | K rozšíření Ústředního pražského hřbitova nedošlo a vzhledem ke špatné dopravní situaci se zde dlouhou dobu dokonce ani nepohřbívalo. Rezervní pozemky byly nakonec v roce 1924 přenechány pro potřeby vybudování zahradnictví. |
| 1922 |      |                                                                | Se vznikem Velké Prahy byl Střížkov připojen k Praze. Ďáblice s Ústředním pražským hřbitovem a pozemky budoucího areálu zahradnictví zůstaly ale až do roku 1951 za hranicemi města. |
| 1924 |      |                                                                | Autobusová linka Praha – Líbeznice byla zřízena autobusovou akciovou společností. Přeplněné autobusy často nezastavovaly v Ďáblicích a tak byla pražská obec požádána, aby zařídila, že i její autobusy budou jezdit do Ďáblic. |
| 1924 |      | Josef Vik                                                      | Zahradník, sadař, školkař a šlechtitel Josef Vik byl pověřen založením zahradnictví na dosud stále nevyužitých pozemcích sousedního Ústředního pražského hřbitova. Od roku 1924 se zde začala pěstovat zeleň určená pro městské výsadby a tuto funkci si zahradnictví udrželo bez přerušení až do roku 2024, kdy oslavilo svoje stoleté působení. |
| 1928 |      |                                                                | Elektrické podniky Hlavního města Prahy zavedly jednu ze svých linek i k sousednímu Ústřednímu pražskému hřbitovu. |
| 1936 |      |                                                                | Sadový odbor Magistrátu hlavního města Prahy schválil rozšíření rozlohy zahradnictví o další nevyužité pozemky Ústředního pražského hřbitova. Celková rozloha areálu zahradnictví tak dosáhla (v roce 2024) celkových 15 ha. |
| 1936 |      | Služební byt Josefa Vika v provizorním domku v zásobní zahradě | V zásobní zahradě areálu zahradnictví byla Stavebním úřadem Hlavního města Prahy povolena stavba provizorního domku (číslo popisné 59), který mohl být užíván jako služební byt pro Josefa Vika (a jeho rodinu). Užívání budovy bylo omezeno pouze na dobu existence zásobní zahrady. Pokud by došlo k potřebě rozšíření Ústředního pražského hřbitova, musel by být domek odstraněn a tudíž byla stavba od počátku své existence vedena jen jako „provizorní“. |
| 1940 |      |                                                                | K ďáblickému zahradnictví bylo připojeno dalších 35 ha pozemků ve Kbelích, kde vznikla okrasná školka (od roku 2016 ekocentrum „Prales“). |
| 1949 |      |                                                                | Od tohoto roku bylo zahradnictví a zásobní zahrada součástí komunálního podniku Zahradnictví Hlavního města Prahy. |
| 1951 |      |                                                                | Připojení části Nové Ďáblice (včetně Ústředního pražského hřbitova a zahradnictví) k Praze. Došlo ke změně katastrální hranice a od roku 1951 spadala lokalita pod katastr „Střížkov“. |
| 1955 |      | kalina pražská (Viburnum x pragense)                           | Josef Vik vyšlechtil kalinu pražskou (Viburnum x 'pragense'), která byla do Listiny povolených odrůd zapsána v roce 1959 a v roce 2000 se stala (byla vyhlášena) evropskou rostlinou roku. |
| 1959 | 1960 |                                                                | Probíhala v lokalitě stavba skleníků, balírny a skladu nářadí. Také proběhla rekonstrukce oplocení areálu. |
| 1961 |      |                                                                | Lokalita ďáblického zahradnictví (především okrasná školka Ďáblice) se stala součástí Státního podniku Sady, lesy a zahradnictví. |
| 1964 |      | akát pražský (Robinia x pragense)                              | Do Listiny povolených odrůd byl zapsán trnovník pražský (Robinia x pragense), který byl ve 20. letech 20. století (kolem roku 1924) vyšlechtěn Josefem Vikem. (Jandův akát – u hlavního vchodu Zoo Praha roste pravděpodobně největší exemplář kultivaru Robinia ‘Pragense‘, který pochází z ďáblického zahradnictví.) |
| 1976 |      |                                                                | Byla v zahradnictví založena prodejna. Do té doby v areálu fungovaly jen pěstební plochy, zásobní zahrada a okrasná školka. |
| 1984 |      | zerav západní (Thuja occidentalis)                             | V zahradnictví byl vyšlechtěn stálezelený jehličnatý strom čeledi cypřišovitých – zerav západní (Thuja occidentalis 'Zmatlik'), známější spíše pod označením túje (nebo peručí), který je vhodný pro osazování do živých plotů. |
| 1992 |      |                                                                | Připojení podniku Sady, lesy a zahradnictví (včetně zahradnictví) k organizaci Lesy Hlavního města Prahy. |
| 2006 | 2008 |                                                                | Proběhly stavební úpravy a areálu (nové garáže, prodejna, pokladna, kanceláře a zázemí pro personál). |
| 2012 |      |                                                                | V areálu zahradnictví byla založena včelnice – tedy pozemek s úly rozestavěnými volně nebo ve skupinách. |
| 2018 |      |                                                                | Fotograf Jiří Thýn vydal v roce 2018 publikaci s fotografiemi ďáblického zahradnictví ze svého dlouhodobě realizovaného projektu „Zahrada“. |
| 2021 |      |                                                                | V areálu bylo zbudováno nové zázemí pro techniku. |
| 2023 |      | Záchranná stanice hl. m. Prahy pro volně žijící živočichy      | Do areálu zahradnictví byla dočasně přesunuta Záchranná stanice pro volně žijící živočichy z pražských Jinonic, kde byla zahájena rekonstrukce respektive přestavba stávajícího provizoria na finální zděnou záchrannou stanici. |
| 2024 |      |                                                                | Zahradnictví Ďáblice dovršilo 100 let nepřetržité existence. |